# Hilde Gjermundshaug Pedersen
Hilde Gjermundshaug Pedersen (Hamar, 8 novembre 1964) è un'ex fondista norvegese, vincitrice di varie medaglie olimpiche e iridate.

## Biografia
In Coppa del Mondo ottenne il primo risultato di rilievo il 3 marzo 1984 a Lahti (14ª), il primo podio il 9 dicembre 2000 a Santa Caterina Valfurva (2ª) e la prima vittoria il 16 dicembre 2001 a Davos.
In carriera prese parte a due edizioni dei Giochi olimpici invernali, Salt Lake City 2002 (6ª nella 10 km, 14ª nella 15 km, 19ª nella sprint, 14ª nell'inseguimento, 2ª nella staffetta) e Torino 2006 (3ª nella 10 km, 28ª nella sprint, 10ª nell'inseguimento, 5ª nella staffetta), e a quattro dei Campionati mondiali, vincendo sei medaglie.
Dal 2006 si è dedicata anche alla Marathon Cup, manifestazione svolta sempre sotto l'egida della FIS che ricomprende gare su lunghissime distanze.

## Palmarès

### Olimpiadi
- 2 medaglie:
  - 1 argento (staffetta a Salt Lake City 2002)
  - 1 bronzo (10 km a Torino 2006)

### Mondiali
- 6 medaglie:
  - 2 ori (sprint a squadre, staffetta a Oberstdorf 2005)
  - 2 argenti (staffetta a Lahti 2001; staffetta a Val di Fiemme 2003)
  - 2 bronzi (10 km, sprint a Val di Fiemme 2003)

### Coppa del Mondo
- Miglior piazzamento in classifica generale: 4ª nel 2004
- 35 podi (13 individuali, 22 a squadre[1]):
  - 17 vittorie (1 individuale, 16 a squadre)
  - 12 secondi posti (7 individuali, 5 a squadre)
  - 6 terzi posti (5 individuali, 1 a squadre)

#### Coppa del Mondo - vittorie
| Data             | Località    | Nazione   | Spec.                                                                 |
| ---------------- | ----------- | --------- | --------------------------------------------------------------------- |
| 16 dicembre 2001 | Davos       | Svizzera  | 4x5 km (con Tina Bay, Bente Skari e Vibeke Skofterud)                 |
| 8 dicembre 2002  | Davos       | Svizzera  | 4x5 km (con Vibeke Skofterud, Bente Skari e Maj Helen Sorkmo)         |
| 26 gennaio 2003  | Oberhof     | Germania  | TS TL (con Anita Moen)                                                |
| 26 ottobre 2003  | Düsseldorf  | Germania  | TS TL (con Marit Bjørgen)                                             |
| 23 novembre 2003 | Beitostølen | Norvegia  | 4x5 km (con Vibeke Skofterud, Kristin Størmer Steira e Marit Bjørgen) |
| 11 gennaio 2004  | Otepää      | Estonia   | 4x5 km (con Vibeke Skofterud, Kristin Størmer Steira e Marit Bjørgen) |
| 15 febbraio 2004 | Oberstdorf  | Germania  | TS TL (con Marit Bjørgen)                                             |
| 7 dicembre 2003  | Dobbiaco    | Italia    | TS TL (con Marit Bjørgen)                                             |
| 14 dicembre 2003 | Davos       | Svizzera  | 4x5 km (con Vibeke Skofterud, Marit Bjørgen e Kristin Mürer Stemland) |
| 22 febbraio 2004 | Umeå        | Svezia    | 4x5 km (con Vibeke Skofterud, Marit Bjørgen e Kristin Mürer Stemland) |
| 6 marzo 2004     | Lahti       | Finlandia | TS TC (con Ella Gjømle)                                               |
| 24 ottobre 2004  | Düsseldorf  | Germania  | TS TL (con Marit Bjørgen)                                             |
| 21 novembre 2004 | Gällivare   | Svezia    | 4x5 km (con Kine Beate Bjørnås, Vibeke Skofterud e Marit Bjørgen)     |
| 23 ottobre 2005  | Düsseldorf  | Germania  | TS TL (con Marit Bjørgen)                                             |
| 20 novembre 2005 | Beitostølen | Norvegia  | 4x5 km (con Ella Gjømle, Vibeke Skofterud e Marit Bjørgen)            |
| 7 gennaio 2006   | Otepää      | Estonia   | 10 km TC                                                              |
| 19 novembre 2006 | Gällivare   | Svezia    | 4x5 km (con Vibeke Skofterud, Kristin Størmer Steira e Marit Bjørgen) |

Legenda:

TC = tecnica classica

TL = tecnica libera

TS = sprint a squadre

### Marathon Cup
- Miglior piazzamento in classifica generale: 2ª nel 2009
- 5 podi:
  - 3 vittorie
  - 1 secondo posto
  - 1 terzo posto

#### Marathon Cup - vittorie
| Data            | Gara              | Località      | Nazione  | Spec.       |
| --------------- | ----------------- | ------------- | -------- | ----------- |
| 18 marzo 2006   | Birkebeinerrennet | Lillehammer   | Norvegia | 54 km TC MS |
| 28 gennaio 2007 | Marcialonga       | Val di Fiemme | Italia   | 70 km TC MS |
| 15 marzo 2008   | Birkebeinerrennet | Lillehammer   | Norvegia | 54 km TC MS |

Legenda:

TC = tecnica classica

MS = partenza in linea